# اچ‌ام‌اس لنکستر (۱۹۰۲)
اچ‌ام‌اس لنکستر (۱۹۰۲) (به انگلیسی: HMS Lancaster (1902)) یک کشتی بود که طول آن ۴۶۳٫۵ فوت (۱۴۱٫۳ متر) بود. این کشتی در سال ۱۹۰۲ ساخته شد.